# Băluțoaia
Băluțoaia – wieś w Rumunii, w okręgu Vâlcea, w gminie Frâncești. W 2011 roku liczyła 159 mieszkańców.